# Церанів
Церанів (пол. Ceranów, Церанув) — село в Польщі, у гміні Церанів Соколівського повіту Мазовецького воєводства. Населення — 674 особи (2011).

## Історія
У XVIII столітті в селі існувала греко-католицька церква.
У 1975-1998 роках село належало до Седлецького воєводства.

## Населення
Демографічна структура станом на 31 березня 2011 року:
|          | Загалом | Допрацездатний вік | Працездатний вік | Постпрацездатний вік |
| -------- | ------- | ------------------ | ---------------- | -------------------- |
| Чоловіки | 327     | 61                 | 225              | 41                   |
| Жінки    | 347     | 74                 | 185              | 88                   |
| Разом    | 674     | 135                | 410              | 129                  |